# オスロ国際空港/ダブル・ハイジャック
『オスロ国際空港/ダブル・ハイジャック』（Ransom）は、キャスパー・リード監督による1974年のイギリスの映画。出演はショーン・コネリーやイアン・マクシェーンなど。 

## キャスト
| 役名         | 俳優                     | 日本語吹替 |
| 役名         | 俳優                     | テレビ朝日版 |
| ------------ | ------------------------ | --- |
| タルビック   | ショーン・コネリー       | 近藤洋介 |
| ピートリ     | イアン・マクシェーン     | 関根信昭 |
| バーンズ     | ジェフリー・ウィッカム   | 中田浩二 |
| シェパード   | ジョン・クエンティン     | 森川公也 |
| パルマ―      | ロバート・ハリス         | 矢田稔 |
| バーンハード | ジェームズ・マクスウェル | 中村正 |
| パルマ―夫人  | イザベル・ディーン       | 公卿圭子 |
| デンバー     | ノーマン・ブリストー     | 西田昭市 |
| 不明 その他  |                          | 国坂伸 仲木隆司 若本規夫 鳳芳野 笹岡繁蔵 玄田哲章 上田敏也 平林尚三 井口成人 吉田理保子 石丸博也 沢木郁也 山田礼子 龍田直樹 |
|              |                          | |
| 演出         | 演出                     | 春日正伸 |
| 翻訳         | 翻訳                     | 鈴木導 |
| 効果         | 効果                     | PAG |
| 調整         | 調整                     | 山田太平 |
| 制作         | 制作                     | 日米通信社 |
| 解説         |                          | |
| 初回放送     | 初回放送                 | 1979年5月6日 『日曜洋画劇場』                                                                                               |

※ノーカット・DVD収録

## スタッフ
- 監督：キャスパー・リード
- 製作：ピーター・ローリー
- 脚本：ポール・ホイーラー
- 撮影：スヴェン・ニクヴィスト
- 音楽：ジェリー・ゴールドスミス

日本語版
- 演出：春日正伸
- 翻訳：鈴木導
- 調整：山田太平
- 効果：PAG
- 選曲：赤塚不二夫
- 制作：日米通信社